# Luisa Isabel Álvarez de Toledo y Maura
Luisa Isabel Álvarez de Toledo y Maura, kurz Isabel Álvarez de Toledo (* 21. August 1936 in Estoril; † 7. März 2008 in Sanlúcar de Barrameda, Cádiz; getaufte Luisa Isabel María del Carmen Cristina Rosalía Joaquina), war eine spanische Adelige, 21. Duquesa de Medina Sidonia, 17. Marquesa de Villafranca del Bierzo, 18. Marquesa de los Vélez, 25. Condesa de Niebla und dreifache Grande de España.
Luisa Isabel Álvarez de Toledo trug als Chefin des Hauses Medina Sidonia den ältesten Herzogstitel Spaniens. Ihr Wohnsitz war meist das Familienschloss Medina Sidonia in Sanlúcar de Barrameda, das ein bedeutendes Privatarchiv beherbergt und von ihr in ihre Stiftung Fundación Casa Medina Sidonia eingebracht wurde. Wegen ihrer republikanischen Ideale und ihres Widerstandes gegen den Franquismus wurde sie in der Presse auch La Duquesa Roja (Die Rote Herzogin) genannt. Sie war Schriftstellerin und widmete einen großen Teil ihres Lebens der Erhaltung, Katalogisierung und Erforschung des Familienarchives Archivo de la Casa de Medina-Sidonia.

## Leben
Luisa Isabel war das einzige Kind von Joaquin Álvarez de Toledo y Caro (1894–1955), dem in Estoril (Portugal) im Exil lebenden 20. Duque de Medina Sidonia und von María del Carmen Maura y Herrera, Tochter von Gabriel Maura Gamazo, Montaner y Abarca, dem 1. Duque de Maura und Sohn von Antonio Maura, fünfmaliger Präsident der spanischen Regierung unter Alfons XIII. Anfang des 20. Jahrhunderts.
Im Oktober 1936 zog die Familie aus dem Exil, in das seit 1297 zum Familienbesitz gehörende Schloss in Sanlúcar de Barrameda zurück. Die mütterliche Erziehung, der Umgang mit den Kindern auf der Straße und die Erlebnisse in dem von ihrer Mutter im Schloss geführten Spital sowie die sozialen Gegensätze prägten ihre Persönlichkeit. Der Widerstand gegen soziale Ungerechtigkeiten beschäftigte sie bis an ihr Lebensende.
Luisa Isabel war 10 Jahre alt, als ihre Mutter starb und sie zu ihren Großeltern, der Condesa de la Mortera und dem Historiker Gabriel Maura Gamazo, nach Madrid zog. Mit 18 wurde sie zusammen mit der Infanta Pilar de Borbón, der Schwester des ehemaligen Königs Juan Carlos I., in die Gesellschaft eingeführt. Am 16. Juli 1955 heiratete sie José Leoncio González de Gregorio in Mortera, Cantabria (bei Santander). Nach dem Tod ihres Vaters am 11. Dezember 1955 kehrte sie nach Sanlúcar de Barrameda zurück und wurde zur Erbin, Chefin des Hauses und Trägerin des Titels der Herzogin von Medina Sidonia erklärt. Sie brachte drei Kinder zur Welt, trennte sich aber schon 1960 von ihrem Mann. Eine Scheidung war im damaligen Spanien nicht möglich.
Sie ließ 1962 das Familienarchiv aus einem Lager in Madrid in ihr Schloss schaffen, begann mit der Restaurierung des Gebäudes und der Katalogisierung und Erforschung des Archives. Im Rahmen einer privaten Initiative zur Bodenreform stiftete sie immer wieder Teile der zum Schloss gehörenden Ländereien an bäuerliche Genossenschaften, bis nur noch das Schloss selber sowie 30 Hektar Wald in ihrem Besitz blieben. Sie stand der, während der Franco-Diktatur illegalen, Partido Socialista Obrero Español (Spanische Sozialistische Arbeiterpartei) nahe und äußerte sich positiv zu Fidel Castros kubanischer Revolution, bei anderer Gelegenheit aber auch deutlich gegen den Kommunismus.
Luisa Isabel führte einen Schweigemarsch der Austernfischer von Sanlucar de Barrameda an, denen ihr Gewohnheitsrecht auf freien Fang genommen werden sollte, und wurde deshalb zu einer Geldstrafe verurteilt. Ihr wurde der Diplomatenpass entzogen, der ihr als Mitglied des Hochadels zustand, weil sie im Dezember 1966 den durch den Absturz eines amerikanischen B-52-Atombombers vom 17. Januar 1966 (Nuklearunfall von Palomares) geschädigten Bauern von Palomares einen Boykott eines Verfassungs-Referendums empfahl. Als sie 1967 mit den Bauern von Palomares für eine Entschädigung für die Verseuchung mit Waffenplutonium ihrer Felder und Fischgründe demonstrierte, wurde sie zu zwölf Monaten Haft verurteilt, von denen sie acht Monate im Gefängnis von Alcalá de Henares absitzen musste, nachdem sie eine von der Regierung angebotene Begnadigung gegen ein Schuldeingeständnis abgelehnt hatte. Dies brachte ihr in der Presse den Titel der „Roten Herzogin“ ein, den sie selbst jedoch immer vermied.
1967 wurde in Frankreich ihr erster Roman La Huelga unter dem Titel La Grève (Der Streik) veröffentlicht, der von Weinbauarbeitern handelte, deren illegaler Streik durch Polizeigewalt und Justiz unterdrückt wurde. Da Streiks damals in Spanien verboten waren, wurde ihr Buch ebenfalls verboten und sie zu einem Gefängnisaufenthalt verurteilt. Nach ihrer Haftentlassung verlor sie das Sorgerecht für ihre Kinder, da das Gericht ihre politischen Aktivitäten als Beweis mangelnder persönlicher Stabilität ansah. Am 5. April 1970 verließ sie Spanien, nachdem weitere Strafverfahren gegen sie wegen des Buches La Huelga und verschiedener Zeitungsartikel angestrengt wurden, in denen sie zu mehrjährigen Haftstrafen verurteilt werden sollte. Ihr sechsjähriges Exil in Frankreich verbrachte sie teils in Paris, teils in Hasparren (Département Pyrénées-Atlantiques). Auf Vortragsreisen besuchte sie zahlreiche Länder. Nach Francos Tod und einer Amnestie kehrte sie am 15. Oktober 1976 aus dem Exil nach Madrid zurück.
Danach widmete sie sich überwiegend dem etwa zwei Millionen Dokumente in über sechstausend Mappen oder Bündeln umfassenden Archiv, dessen ältestes Dokument aus dem Jahr 1228 stammt. Im Archiv fanden sich vielfältige Dokumente und Urkunden über die Geschichte des Hauses Medina Sidonia und seiner Besitzungen, aber auch über andere Adelshäuser. Zudem lagerten dort alte arabische Karten aus dem 16. und 17. Jahrhundert sowie Aufzeichnungen über die den Hafen von Sanlúcar de Barrameda verlassenden Schiffe, die die Herzöge von Medina Sidonia zu führen hatten. Aus einigen Familiendokumenten leitete Luisa Isabel ab, dass Amerika lange vor Kolumbus von arabisch-andalusischen Seefahrern, von Marokkanern und afrikanischen Muslimen entdeckt worden sein soll, die Handel auf den Gebieten des heutigen Länder Brasilien, Guyana und Venezuela betrieben hätten. Sie veröffentlichte darüber zwei Bücher No fuimos nosotros (Wir waren es nicht) und África versus América.
Im Jahr 1978 erreichte sie, dass das Schloss in Sanlúcar de Barrameda und insbesondere das Familienarchiv, seitens des Staates als Gebäude von kulturellem Interesse anerkannt wurde. Am 16. November 1990 gründete sie die Fundación Casa de Medina Sidonia, der sie das Schloss samt Archiv übertrug und die am 11. März 1991 vom spanischen Kultusministerium zugelassen und registriert wurde. Die Gründung der Stiftung führte zum Zerwürfnis mit ihren Kindern. 2005 ließ sie sich von ihrem Mann scheiden, der zwei Wochen vor ihr, am 23. Februar 2008, starb. Auf dem Sterbebett heiratete sie am 7. März 2008 ihre langjährige Sekretärin Liliana Maria Dahlmann und bestellte sie zur Präsidentin ihrer Stiftung Fundación Casa Medina Sidonia.
Die Zukunft der Stiftung scheint aufgrund finanzieller Schwierigkeiten und seitens der Erben angestrengter Gerichtsverfahren nicht gesichert zu sein.

## Werke
- La Grève, éditions Hachette, Le Livre de Poche, 1970 (La Huelga, der Streik)[5]
- La Base, éditions Bernard Grasset, 1971[5]
- Historia de una Conjura: la supuesta rebelión de Andalucía en el marco de las conspiraciones de Felipe IV y la Indepencia de Portugal, Ed. Diputación de Cádiz, 1985 (nur der erste Band wurde veröffentlicht)[6]
- El Poder y la Opinión bajo Felipe IV, Eigenverlag, 1987[6]
- No fuimos nosotros: del tráfico transoceánico precolombino a la conquista y colonización de América, Nice, Ed. La Tribune des Alpes Maritimes en Espana, 1992[6]
- Alonso Pérez de Guzmán, General de la Invencible, Ed. Universidad de Cádiz, 1994, zwei Bände[6]
- África versus América, La Fuerza Del Paradigma, Ed. Centro de Documentación y Publicaciones Islámicas, 2000[6]

## Film
- Reisewege Andalusien – Das Land der Weißen Dörfer. Dokumentation, 45 Min., Buch und Regie: Barbara Dickenberger, Produktion: SR, Erstsendung: 28. März 2007, Inhaltsangabe vom SR, (u. a. mit der Herzogin Luisa Isabel Álvarez de Toledo y Maura)